# Archivolva clava
Archivolva clava is een slakkensoort uit de familie van de Ovulidae. De wetenschappelijke naam van de soort is voor het eerst geldig gepubliceerd in 1991 door Habe.